# The Final Cut (album)
The Final Cut is een album van Pink Floyd uit 1983. De opnames duurden van juli tot december 1982 en het is het laatste Pink Floyd-album waarbij Roger Waters nog deel uitmaakte van de band. Het album is opgedragen aan diens vader, Eric Fletcher Waters, die omkwam in de Tweede Wereldoorlog.

## Roger Waters
The Final Cut is vrijwel geheel gecomponeerd door Waters, en hij nam ook bijna alle leadzang voor zijn rekening. Rick Wright speelde helemaal niet mee op dit album. Hij werd door Waters ontslagen tijdens de opnames van het vorige album The Wall (1979).
Geen van de nummers van The Final Cut is ooit live uitgevoerd door Pink Floyd. Het album wordt achteraf meer gezien als een solo-album van Waters dan een echt Pink Floyd-album. De spanningen die al aanwezig waren in de band voor de opnames van The Final Cut werden tijdens de opnames nog groter en leidden er uiteindelijk toe dat Waters de band verliet. Hierna zetten David Gilmour en Nick Mason Pink Floyd voort, ondanks tegenwerking van Waters. Ook zij hebben geen der tracks ooit live uitgevoerd.
De albumhoes moest het doen zonder opschrift; net als bij Wish You Were Here (1975) ontbreekt de titel en naam van de band. Ook de eerste Japanse cd-versie uit 1983 moet het zonder titel en bandnaam doen. Op de heruitgaves, zowel op cd als op lp, is wel opschrift gedrukt.

## Ontstaan
Toen de opnamen voor The Final Cut begonnen, was het plan een soundtrack te maken voor de film Pink Floyd: The Wall (1982). Deze zou Spare Bricks gaan heten en bestaan uit opnieuw opgenomen nummers van hun vorige album, net als de film The Wall genaamd. Ook zouden er een paar nieuwe nummers toegevoegd worden die oorspronkelijk voor The Wall bedoeld waren, maar niet op dat album opgenomen waren (zoals "Your Possible Pasts", "One of the Few", "The Hero's Return" en "The Final Cut".
Gedurende de opnames werd de naam veranderd in The Final Cut. Pas na deze naamswijziging besloot Waters de inhoud en het doel van het album drastisch te wijzigen. De aanleiding hiervoor was de Falklandoorlog tussen het Verenigd Koninkrijk en Argentinië, die in april 1982 begon. Waters was zo verontwaardigd over deze, in zijn ogen zinloze, oorlog dat hij besloot dat The Final Cut een nieuw studioalbum moest worden dat los zou staan van The Wall en een aanklacht tegen de oorlog en het kabinet-Thatcher I zou vormen.
Er zouden geen oude nummers van The Wall op het album komen. Het zou bestaan uit de nummers die oorspronkelijk voor The Wall geschreven waren, maar niet gebruikt, en nieuwe nummers die Waters schreef naar aanleiding van de Falklandoorlog.
Nick Mason, en vooral David Gilmour, waren het niet eens met deze wijzigingen. Zo vond Gilmour de teksten te specifiek en de muziek niet erg interessant. Waters stond echter niet open voor deze kritiek. Hierdoor liepen de spanningen tussen Waters en Gilmour, die al bestonden tijdens de opname van The Wall, nog verder op.

## Vervolg
Het album, dat op 21 maart 1983 uitkwam, was een redelijk succes, maar had niet zoveel succes als de voorgaande vijf Floyd-albums. Er volgde geen concerttour om het album te promoten. Direct na de opnames gingen de bandleden ieder hun eigen weg. Waters en Gilmour begonnen allebei aan een soloproject, respectievelijk The Pros and Cons of Hitch Hiking en About Face (beide verschenen in 1984).
Een paar jaar na de opnames, in 1985, maakte Waters bekend dat hij de band verliet. Hij liet er hierbij geen misverstand over bestaan dat er hiermee ook een einde kwam aan Pink Floyd. Tot zijn verontwaardiging lieten Gilmour en Mason weten door te gaan als Pink Floyd. In 1987 brachten zij een nieuw Pink Floyd-album uit; A Momentary Lapse of Reason.

## Thema's
De teksten van het album draaien om drie thema's:
- Waters' weerzin tegen de Falklandoorlog en de wereldleiders van die tijd.
- Het verhaal van een veteraan uit de Tweede Wereldoorlog die leraar is geworden en die zijn herinnering herbeleeft, zijn frustraties op zijn leerlingen afreageert en zijn eigen leven beklaagt.
- Het verhaal van een depressieve man die een sterke gelijkenis vertoont met Pink uit The Wall.

## Tracklist
Alle nummers zijn geschreven door Roger Waters en worden gezongen door Waters, behalve Not Now John, dat gezongen wordt door David Gilmour en Waters.
| Nr. | Titel                                                         | Duur |
| --- | ------------------------------------------------------------- | ---- |
| 1.  | The Post War Dream                                            | 3:02 |
| 2.  | Your Possible Pasts                                           | 4:22 |
| 3.  | One of the Few                                                | 1:12 |
| 4.  | When the Tigers Broke Free (alleen op de heruitgave uit 2014) | 3:16 |
| 5.  | The Hero's Return                                             | 2:56 |
| 6.  | The Gunner's Dream                                            | 5:07 |
| 7.  | Paranoid Eyes                                                 | 3:40 |

| Nr. | Titel                               | Duur |
| --- | ----------------------------------- | ---- |
| 1.  | Get Your Filthy Hands Off My Desert | 1:19 |
| 2.  | The Fletcher Memorial Home          | 4:11 |
| 3.  | Southampton Dock                    | 2:13 |
| 4.  | The Final Cut                       | 4:46 |
| 5.  | Not Now John                        | 5:01 |
| 6.  | Two Suns in the Sunset              | 5:14 |

## Samenstelling
- Roger Waters -zang, basgitaar, synthesizer, akoestische gitaar, effecten
- David Gilmour - gitaar, zang
- Nick Mason - drums, percussie, effecten
- Michael Kamen - piano, harmonium, dirigent
- Andy Bown - Hammondorgel
- Ray Cooper - percussie
- Andy Newmark - drums (Two Suns in the Sunset)
- Raphael Ravenscroft - saxofoon
- James Guthrie - productie, techniek
- Andrew Jackson - techniek
- Willie Christie - fotografie
- Doug Sax - techniek

- MusicBrainz release group: e8b7e7a3-ef56-34a5-bedf-085783c9a076

Nummers van Pink Floyd